# Mulongwe (cours d'eau)
La Mulongwe est une rivière de la ville d'Uvira, elle sépare le quartier Mulongwe au quartier Kasenga au Sud-kivu en République démocratique du Congo. Elle prend sa source dans les hauts plateaux de Minembwe(dans la chaine de Mitumba),et se jette dans le lac Tanganyika.